# Donji Laduč
Donji Laduč – wieś w Chorwacji, w żupanii zagrzebskiej, w gminie Brdovec. W 2011 roku liczyła 828 mieszkańców.